# Liste der Kulturdenkmäler in Herold (Rheinland-Pfalz)
In der Liste der Kulturdenkmäler in Herold sind alle Kulturdenkmäler der rheinland-pfälzischen Ortsgemeinde Herold aufgeführt. Grundlage ist die Denkmalliste des Landes Rheinland-Pfalz (Stand: 8. Dezember 2023).

## Einzeldenkmäler
| Bezeichnung       | Lage                                   | Baujahr                           | Beschreibung | Bild            |
| ----------------- | -------------------------------------- | --------------------------------- | --- | --------------- |
| Rat- und Backhaus | Backesweg 2 Lage                       | 17. oder 18. Jahrhundert          | ehemaliges Rathaus mit Backes; verputzt und verschiefert, Fachwerk teilweise wohl aus dem 17. oder 18. Jahrhundert                                                    | Fotos hochladen |
| Wohnhaus          | Hauptstraße 14 Lage                    | 18. Jahrhundert                   | Fachwerkhaus, 18. Jahrhundert, um 1900 erweitert und um Kniestock erhöht                                                                                              | BW              |
| Wohnhaus          | Hauptstraße 16 Lage                    | vor 1800                          | Wohnhaus eines Dreiseithofs; der im Kern ältere Bau im 19. Jahrhundert überformt; Gesamtanlage mit zweiflügligem Wirtschaftstrakt und gepflastertem Hof               | BW              |
| Haarmühle         | südwestlich des Ortes am Dörsbach Lage | erste Hälfte des 19. Jahrhunderts | Mühlenhofanlage; Fachwerkhaus, teilweise massiv, erste Hälfte des 19. Jahrhunderts, Kniestock um 1900, Fachwerk-Wirtschaftsgebäude, teilweise massiv, 19. Jahrhundert | BW              |